# مايك ماركوارت
مايك ماركوارت (بالإنجليزية: Mike Marquardt)‏ هو لاعب كرة قدم أمريكية أمريكي، ولد في 10 يوليو 1982.